# Hans Christian Schmidbaur
Hans Christian Schmidbaur (* 21. Oktober 1964 in Marburg) ist ein deutscher römisch-katholischer Theologe.

## Leben
Nach dem Bakkalaureat in Philosophie (München 1986) und dem Theologiestudium in München und Würzburg wurde er 1993 zum Priester geweiht. Nach der Promotion 1992 in dogmatischer Theologie an der Universität München und der Habilitation 2002 in dogmatischer Theologie an derselben Universität lehrte er als Professor für Dogmatik an der Theologischen Fakultät der Ludwig-Maximilians-Universität München (2002–2004). Seit 2004 lehrt er als  Professor für Dogmatik an der Facoltà di Teologia di Lugano.

## Schriften (Auswahl)
- Personarum trinitas. Die trinitarische Gotteslehre des heiligen Thomas von Aquin. EOS, Sankt Ottilien 1995, ISBN 3-88096-252-9 (zugleich Dissertation, München 1992).
- Augustinus begegnen. Augsburg 2003, ISBN 3-929246-87-2.
- Gottes Handeln in Welt und Geschichte. Eine trinitarische Theologie der Vorsehung (= Münchener theologische Studien. Systematische Abteilung. Band 63). EOS, Sankt Ottilien 2004, ISBN 3-8306-7175-X (zugleich Habilitationsschrift, München 2002).